# Sociedade Brasileira de Gestão do Conhecimento
Sociedade Brasileira de Gestão Conhecimento - SBGC é uma organização não governamental (ONG) sem fins lucrativos, qualificada como Organização da Sociedade Civil de Interesse Público (OSCIP), representa um dos nodos brasileiros da comunidade mundial de gestão do conhecimento e inovação. Fundada em 2001 em meio a demanda crescente pelo tema, hoje conta com associados pessoa jurídica e pessoa física. Através de seus associados e voluntários esta presente em quase todo o Brasil e em outros países. 

## História
Em 2002, a SBGC associou-se à Universidade Federal de São Carlos para realização do KMBrasil 2002, que reuniu o Congresso da SBGC e o III Workshop Brasileiro de Inteligência Competitiva.
Em 2011, promoveu o VI Congresso Nacional de Gestão do Conhecimento na Esfera Pública - CONGEP, realizado em Brasília.
Anualmente realiza o KM Brasil Congresso Brasileiro de Gestão do Conhecimento, considerado hoje o maior da América Latina e um dos maiores do mundo. O evento, que ocorre anualmente, não foi realizado em 2019 devido à pandemia de coronavírus e voltou em 2020 em forma exclusivamente online e ao vivo. Em 2020, teve como principal palestrante Kim Glover, que era CKO da TechnipFMC, e, em 2021, o principal palestrante foi o consultor David Griffiths.
Em 2020, a entidade lançou o primeiro Panorama da Gestão do Conhecimento no Brasil, um relatório que visa identificar os diferentes perfis dos profissionais de Gestão do conhecimento; identificar como caracterizar as organizações brasileiras que priorizam a gestão do conhecimento (GC); e identificar iniciativas, abordagens, práticas e ferramentas de GC.
Em 2022, a SBGC começou a utilizar uma ferramenta da Meta Platforms, o Workplace, para criar o The Second Brain, uma grande comunidade brasileira de profissionais que usam a gestão do conhecimento no dia a dia. Essa comunidade está disponível somente para associados.

## Atividades
A SBGC atua em três linhas principais: educação em Gestão do conhecimento, apoio à prática e grupos temáticos. Na linha de educação, promove cursos abertos e um programa de certificação para profissionais de gestão do conhecimento. Na linha de apoio à prática, são realizadas oficinas sobre diagnóstico e mapeamento do conhecimento. Existem ainda grupos temáticos, que são promovidos pela SBGC, sobre Saneamento, Setor Público, Esportes e para profissionais com mais de 50 anos, o SBGC Master, que visa lidar com o Etarismo.